# P.V. Glob
Peter Vilhelm Glob, född 20 februari 1911 i Kalundborg, död 20 juli 1985, var en dansk arkeolog och professor.

## Biografi
Glob var son till konstnären Johannes Glob. Han var chef för danska Nationalmuseet och dansk riksantikvarie 1960–1981. 
Som nyutnämnd professor i nordisk arkeologi och europeisk förhistorisk tid vid Aarhus universitet och chef för Förhistoriska Museet, som då låg i Mølleparken i Århus, ville Glob skapa ett kulturhistoriskt forskningscenter som skulle öka förståelsen av människolivets mångfald. Den 10 september 1970 invigdes det nuvarande museet på herrgården Moesgård som samtidigt är en institution för forskning, förmedling och undervisning i regi av universitet.
Med professor och museiledaren P.V. Globs tillsättning breddades den arkeologiska forskningen både inom och utanför Danmarks gränser. 1953 påbörjade Glob en rad arkeologiska utgrävningar längs med Persiska viken, däribland på ön Bahrain. Detta arbete pågick under flera decennier.
Glob insisterade på att endast genom ett globalt perspektiv kunde den historiska och kulturella utvecklingen i små länder som Danmark och Bahrain förstås.